# جان اسکات (ورزشکار)
جان اسکات (انگلیسی: John Scott؛ زادهٔ ۱ ژانویهٔ ۱۹۳۴) قایقران قایق بادبانی اهل استرالیا است.